# Francisco Barnés Salinas
Francisco Barnés Salinas (Algésiras, 1877 - Mexico, 1947) est un universitaire et homme politique espagnol. Il fut ministre de l'Instruction publique et des Beaux-arts pendant la Seconde République espagnole, sous les gouvernements Azaña III, Casares Quiroga et Giral.